# ترافيس بويد
ترافيس بويد (بالإنجليزية: Travis Boyd)‏ هو لاعب هوكي الجليد أمريكي، ولد في 14 سبتمبر 1993 في إدينا في الولايات المتحدة.

## وصلات خارجية
- ترافيس بويد على موقع دوري الهوكي الوطني (الإنجليزية)
- ترافيس بويد على موقع إي إس بي إن.كوم (أن.إتش.أل) (الإنجليزية)
- ترافيس بويد على موقع الدوري الأمريكي لهوكي الجليد (الإنجليزية)
- ترافيس بويد على موقع EliteProspects.com (الإنجليزية)
- ترافيس بويد على موقع Eurohockey.com (الإنجليزية)
- ترافيس بويد على موقع HockeyDB.com (الإنجليزية)
- ترافيس بويد على موقع Hockey-Reference.com (الإنجليزية)